# Infiniti LE
Infiniti LE (ang. Luxury Electric) – koncepcyjny samochód elektryczny marki Infiniti zaprezentowany po raz pierwszy podczas targów motoryzacyjnych w Nowym Jorku w 2012 roku.

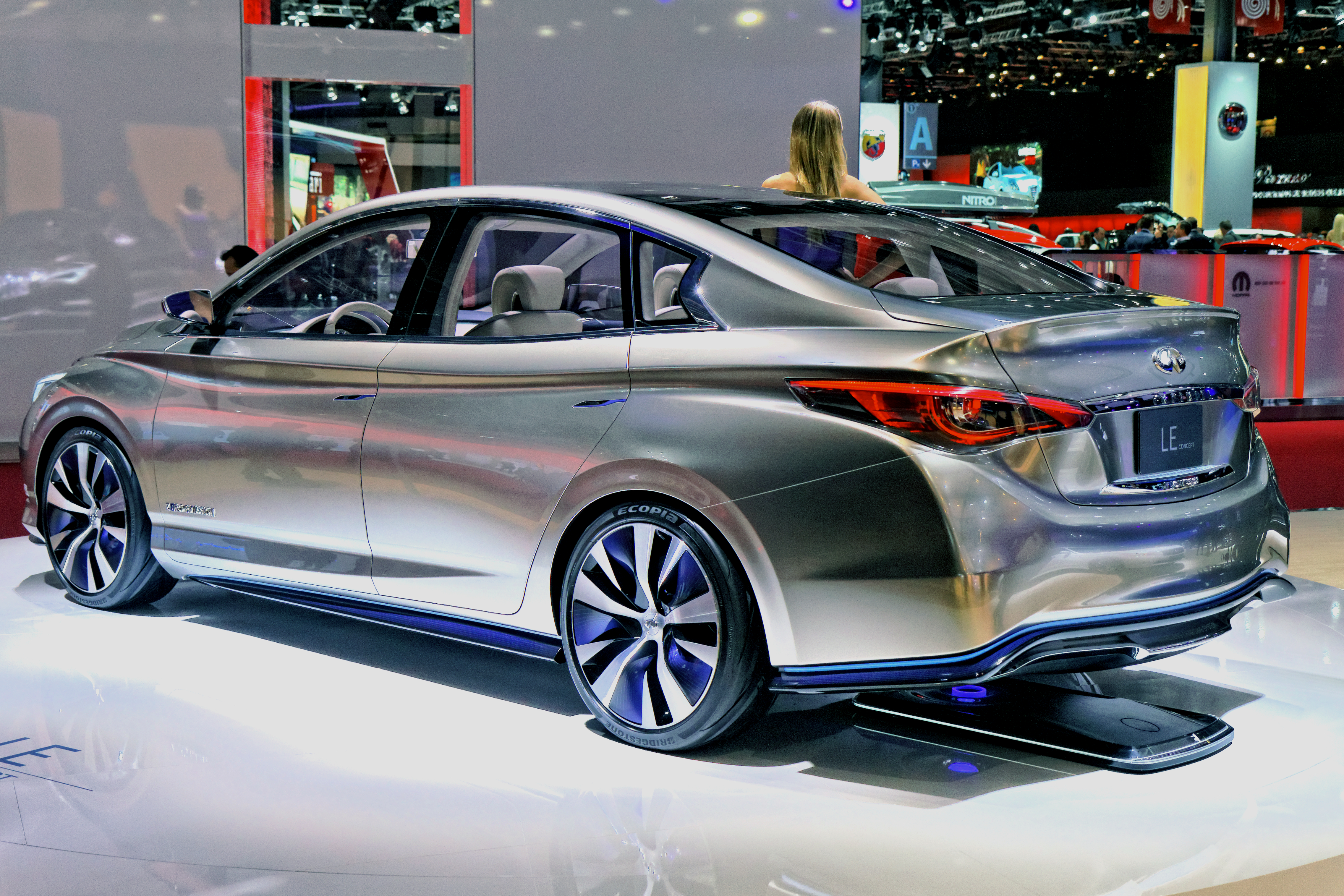
Tył LE Concept

Pojazd otrzymał nadwozie z wieloma przetłoczeniami oraz o współczynniku oporu powietrza wynoszącym 0,25. Do napędu pojazdu (identyczny jak w Nissanie Leaf) zastosowano silnik elektryczny o mocy 135 KM i 32 Nm oraz akumulator litowo-jonowy o pojemności 24 kWh (pod siedzeniami), który pozwala na jednym ładowaniu przejechać 161 km.
We wnętrzu pojazdu zastosowano skórzaną tapicerkę, tworzywa najlepszej jakości oraz błyszczące aluminium i specjalne oświetlenie.